# Вулиця Небесної Сотні (Житомир)
Вулиця Небесної Сотні — одна з центральних вулиць Житомира, розміщується в обох його районах. Названа на честь Героїв України, котрі полягли на Майдані під час Революції Гідності.
Одна з найзначніших вулиць Житомира, проходить через його центр, поруч із Житнім базаром.

## Характеристики

### Розташування
Вулиця пролягає в центральній частині міста та в місцевості «Сінний Ринок», в Старому місті. Північна частина вулиці розташовується у північній частині Старого міста, що має історичну назву «Новоє Строєніє» («Нова Будова»).

### Забудова
Переважає багатоповерхова житлова забудова, що представлена п'яти- дев'ятиповерховими житловими будинками 1960-х —  1990-х рр. побудови. Історична маловерхова забудова зустрічається поодиноко, більшою мірою збереглася наприкінці вулиці. Громадська забудова представлена навчальними закладами та комерційними закладами, що найбільше сконцентровані між вулицями Івана Кочерги й Київською. 

#### Пам'ятки архітектури та історії:[3]
- № 10 — 12 — Ансамбль будівель Житнього ринку (1955-1958 роки побудови);
- № 39 — Будинок ремісничого училища (1914 року побудови);
- № 61 — Пам`ятний знак на будинку,в якому жив Х.Н.Бялик-єврейський поет.

### Установи
- Відділення банку № 163 «А-Банк» — буд. № 3
- Аптека «Санітас № 21» — буд. № 10
- Відділення банку «Ощадбанк» — буд. № 13
- ТЦ «Квадрат» — буд. № 24
- Житомирський технологічний коледж — буд. № 37
- Відділення банку «Укрексімбанк» — буд. № 41
- Вище професійне училище-інтернат— буд. № 43
- Відділення Нової пошти № 6 — буд. № 52
- АТБ-Маркет — буд. № 54

### Транспорт
Вулиця має розгалужену транспортну мережу. На ділянці між вулицями Бориса Тена та Михайла Грушевського прокладена трамвайна колія; на ділянці між вулицями Київською й Михайла Грушевського тролейбусна контактна мережа.
- Трамвай
- Тролейбус № 1, 2, 3, 4, 7, 7А, 12, 15А, Н3 — на вулиці Київській
- Автобус № 8, 10, 33, 37

## Історичні відомості

### Історія назви
Перша назва вулиці — Садова. У другій половині ХІХ ст. вулиця отримала назву Московська. Рішенням сесії Житомирської міської ради від 18 червня 2014 року № 680 «Про перейменування вул. Московська на вул. Небесної Сотні в місті Житомирі» було надано нову назву — вулиця Небесної Сотні.
На сесії Житомирської міської ради 25 лютого 2014 року депутат Сергій Мірошников подав пропозицію про перейменування вулиці Московської, через початок російської агресії. Для вирішення питання було створено спеціальну депутатську комісію; після трьох місяців роботи вона рекомендувала перейменувати вулицю, що й було зроблено 18 червня 2018 року: 42 депутати ради висловились за перейменування

### Історія формування вулиці та її забудови
Вулиця передбачалася згідно з генеральним планом Житомира 1845-1855 років як важлива поперечна вулиця. 
Станом на середину ХІХ століття забудова частини міста, де передбачалася вулиця, сформувалася лише на відрізку між нинішніми вулицями Бориса Лятошинського та Львівською. Вісь проєктної вулиці, що згодом отримає назву Московська, перетинали забудовані вулиці Київська й Старогончарна. Ділянка між нинішніми вулицями Київською й Бориса Тена зазнавала заболоченості. Північна частина проєктної вулиці передбачалася крізь Гончарний хутір та прилеглі землі. Станом на 1781 рік поруч з майбутньою віссю вулиці Небесної Сотні існувала житлова вулиця, що мала назву Слизька та пролягала вздовж Хлугового озера.               
До початку ХХ ст. вулиця сформувалася в нинішніх межах, сформувалася первинна (історична) забудова вздовж вулиці.
У 1960-х роках почала формуватися багатоповерхова житлова забудова вулиці. До кінця 1960-х років Московську вулицю забудовано до нинішньої вулиці Степана Бандери багатоквартирними будинками, збудованими за типовими проєктами. У 1970-х роках п'ятиповерхівками забудовано квартал між нинішніми вулицями Степана Бандери та Лесі Українки. З 1980-х років почали зводитися дев'ятиповерхівки в районі Нового Строєнія. Більшість історичної забудови вулиці — одноповерхових житлових будинків було знесено упродовж 1960-х — 1990-х рр.

### Історія транспорту вулиці
У 1906 році по усій довжині тодішньої Московської вулиці збудовано одинарну трамвайну колію та у 1909 році по ній почав курсувати трамвай від Сінної площі до Великої Бердичівської вулиці. 
У 1964 році трамвайну колію на відрізку між нинішніми вулицями Михайла Грушевського та Домбровського демонтовано. Маршрут № 4 припинив курсувати. Протягом 1962 —1964 рр. побудовано двоколійну трамвайну лінію на відрізку між вулицями Михайла Грушевського й Бориса Тена. Здіійснено запуск маршруту № 5 (нині без номера).
У 1986 році на ділянці між нинішніми вулицями Львівською та Михайла Грушевського збудовано тролейбусну контактну мережу. Запущено маршрут № 4. У 1990 році тролейбусну лінію побудовано між вулицями Львівською та Київською, що дало змогу запустити маршрут № 12. 

### Відомі особистості, які проживали на вулиці
У будинку № 61 провів дитячі та юнацькі роки єврейський поет Хаїм-Нахман Бялик. 